# Сантаеля
Сантаеля (на испански: Santaella) е населено място и община в Испания. Намира се в провинция Кордоба, в състава на автономната област Андалусия. Общината влиза в състава на района (комарка) Кампиния Сур. Заема площ от 272 km². Населението му е 6182 души (по преброяване от 2010 г.). Разстоянието до административния център на провинцията е 43 km.

## Демография
| 1997 | 1999 | 2000 | 2001 | 2002 | 2003 | 2004 | 2005 | 2005 | 2006 |
| ---- | ---- | ---- | ---- | ---- | ---- | ---- | ---- | ---- | ---- |
| 5850 | 5875 | 5878 | 5901 | 5927 | 5943 | 5938 | 5976 | 6002 | 6060 |

## Побратимени градове
- Франция Екуфлан (Франция)[1]
- Шаблон:Испании Винарос, Испания[2]